# Río Carrandi
El río La Espasa es un corto río costero del norte de España que discurre por el oriente  del Principado de Asturias.  
A su paso por Carrandi recibe también el nombre de esta localidad. El origen de su nombre, según cuenta Xosé Lluis García Arias en su libro Pueblos asturianos: el porqué de sus nombres sería un antropónimo (topónimo derivado de un nombre de persona) de CARRUS.
- Nacimiento: Sierra del Sueve, en el concejo asturiano de Colunga.
- Desembocadura: Mar Cantábrico, en la playa de la Espasa
- Longitud:
- Afluentes principales: no tiene.
- Poblaciones que atraviesa: Gobiendes

- Datos: Q9071713